# Holice (okres Dunajská Streda)
Holice, do roku 1948 Gala (maďarsky Gelle) jsou obec v okrese Dunajská Streda na Slovensku. Obec se nachází na Velkém Žitném ostrově, části slovenské Podunajské nížiny.

## Části obce
- Beketfa/Beket,
- Čechová (maďarsky Čéfa nebo Cséfalva)
- Kostolná Gala (maďarsky Egyházgell)
- Malá Budafa/Budín (maďarsky Kis-Budafa)
- Póšfa/Pušov (maďarsky Csallóközpósfa nebo Pósfa)
- Stará Gala (maďarsky Ó-Gelle nebo Ógelle)
- Veľká Budafa/Budín (maďarsky Nagy-Budafa)
- Čentovo (maďarsky Csentőfa)[2]

## Historie
Místo bylo poprvé písemně zmíněno v roce 1250 jako Galla. Do roku 1918 bylo území obce součástí Uherska. Na základě první vídeňské arbitráže bylo v letech 1938 až 1945 součástí Maďarska.

## Pamětihodnosti
- Římskokatolický kostel sv. Petra a Pavla, jednolodní románsko-gotická stavba z poloviny 13. století, s polygonálním ukončením presbytáře a párem představených věží, Stojí na místě starší cihlové stavby z konce 12. století. Reprezentativní kostel je dokladem původního významu vesnice, která byla sídlem správy bratislavského hradního panství. Gotickými úpravami prošel kolem roku 1320, kdy bylo zaklenuto presbyterium a byl doplněn o nástěnné malby. V období kolem roku 1400 vzniklo hodnotné bohatě zdobené věžové pastofórium podpírané bustou krále Ladislava. Dalšími úpravami prošel v 17. století, kdy byla zaklenuta loď. V 18. století vznikla současná sakristie. Neogotickou úpravou exteriéru prošel v roce 1899. Výmalba interiéru byla restaurována v letech 1991-1992.[3] Výmalba blízká stylu rakouského Podunají zobrazuje výjevy z Kristova života a Poslední soud. Původní románská křtitelnice je umístěna před kostelem. Fasády kostela jsou členěny opěrnými pilíři a gotickými okny s lomeným obloukem. Průčelí bylo upraveno během neogotické úpravy, když bylo doplněno o portál a rozetu. Věže s půlkruhově ukončenými okny jsou ukončeny zděnými jehlancovými helmicemi.
- Mariánský sloup – barokní sousoší z roku 1689. Skládá se z pilíře s listovými ornamenty a sochy Immaculaty.
- Pranýř z druhé poloviny 18. století. Obnovou prošel v roce 2011. Zděný sloup je složen ze dvou jednoduchých kvádrů ukončených stanovou střechou s kovanou vlaječkou s vročením 1813.